# Polska Federacja Combat Kalaki
Polska Federacja Combat Kalaki – polska organizacja prowadząca szkolenia oraz turnieje filipińskich sztuk walki. Oficjalnie zarejestrowana w 2000 roku, a jej prezesem i jednocześnie założycielem jest Jan Nycek.
Organizacja współpracuje z wieloma organizacjami Arnis i innych sportów walki z całego świata, m.in.: Cacoy's Doce Pares Federation, International Martial Boxing Richarda Bustillo, International C.M.A.Akademy Vinca Palumbo, International Spirit Combat Aikijitsu Briana Dosseta i World Eskrima Kali Arnis Federation.
Strukturę organizacyjną Polskiej Federacji Combat Kalaki tworzą:
- Zarząd:
  - Prezes – Jan Nycek
  - Wiceprezes - Przemysław Wołczuk
  - Sekretarz – Dominik Sierpiejko
  - Dyrektor ds. sędziowskich - Krzysztof Gajewski
  - Dyrektor ds. medialnych – Norbert Wójtowicz
- Dyrektorzy – Koordynatorzy Regionalni
- Rada Instruktorów:
  - Instruktorzy Licencjonowani
  - Asystenci Instruktorów

W Combat Kalaki istnieje struktura 10 stopni uczniowskich i 9 stopni Dan, oraz 4 klasy instruktorskie.
Combat Kalaki okazało się niezwykle dobrym punktem wyjścia do opracowania programu treningowego dla osób z dysfunkcją kończyn dolnych, który nosi nazwę Kaibigan.
W czerwcu 2010 Polska Federacja Combat Kalaki zawarła porozumienie o współpracy w zakresie promowania wśród dzieci i młodzieży kultury fizycznej oraz zasad fair play z Subkorpusem Dolnośląskim  Międzynarodowego Korpusu Świętego Łazarza.